# Instrumental andino
Instrumental andino es el tercer álbum de estudio de la banda chilena Curacas, lanzado en 1972 por el sello discográfico Peña de los Parra de los hermanos Isabel y Ángel Parra, y distribuido por el sello DICAP.

## Lista de canciones
| Lado A |                 |          |  |
| N.º    | Título          | Duración |  |
| 1.     | «Camanchaca»    | 1:54     |  |
| 2.     | «La golondrina» | 3:24     |  |
| 3.     | «El picaflor»   | 1:54     |  |
| 4.     | «Visviri»       | 2:23     |  |
| 5.     | «Varvicoya»     | 2:42     |  |
| 6.     | «Chañarcillo»   | 2:17     |  |
| 14:34  |                 |          |  |

| Lado B |                       |          |  |
| N.º    | Título                | Duración |  |
| 7.     | «Alborzo kolla»       | 3:13     |  |
| 8.     | «Señor Lebudo»        | 2:07     |  |
| 9.     | «Chagrita caprichosa» | 1:58     |  |
| 10.    | «Subida»              | 1:58     |  |
| 11.    | «Levita larga»        | 1:40     |  |
| 12.    | «El cóndor pasa»      | 2:57     |  |
| 13:53  |                       |          |  |